# Styggbergstjärnen (Nås socken, Dalarna)
Styggbergstjärnen är en sjö i Vansbro kommun i Dalarna och ingår i Dalälvens huvudavrinningsområde.